# شهرستان بنی صریم
ناحیهٔ بنی صریم (به عربی: مدیریة بنی صریم) یک ناحیه در یمن است که در استان عمران واقع شده‌است.
ناحیهٔ بنی صریم ۳۲٬۶۹۸ نفر جمعیت دارد.